# 伝説
伝説（でんせつ、英語: legend、ドイツ語: Legende）は、古くから語り継がれたもの、事実と信じられ語り伝えたものである。

## 一般論
英雄伝説、奇異伝説では、主として不思議な事件を不思議なりに、実在する人物名や地名、事件が起きた時代を交えて「事実」として報告する。あるいは、地名や遺跡伝説にみられるように、その由緒を説明するのも伝説である。
伝説というものは、特定の地域に密着したものもしばしばである。しかし、キリスト教の外伝や聖人伝説など、ひろく信仰ベースで信じられた伝説もあり、内容に特に宗教臭はなく世俗的（英語: secular）であっても、例えばヨーロッパ大陸で広汎的に支持・継承された伝説も存在する。
類似の物語形式のものに昔話があるが、これらは、娯楽（エンターテインメント）目的の創作物として区別することができる、というのが通説である。
ヤコブ・グリムは『ドイツ伝説集』の序文において、伝説とメルヘンの違いについて「メルヘンはより詩的であり、伝説はより歴史的である」と述べている。
もっとも、日本でも伝説に戯作者などが脚色をおこなっており、ヨーロッパのアーサー王伝説群を例にとっても、後世の物語（ロマンス）作家がこしらえたエピソードも加わり、なかなかそう簡単に割り切ることはできなくなっている。
何をもって「伝説」とするかの定義は、時代によって変遷している。日本国内の「伝説」を語るとき、世界一般的な「伝説」（英語:  "legend"）との観念のズレが生じることもある。そのような混雑もあるので、末尾に挙げた伝説例のリストなどを参照する方が、むしろその性質や内容を把握しやすい。

例えば第二次世界大戦後の一時期は、口承文学のうち昔話以外のものを「伝説」という分類とする定義が民俗学の方面から提唱された（書物の文学として成立したものは、それはもう純粋な伝説の域をはなれて、フィクションになりつつあるとするきらいがあった）。しかしこれはもはや一般通念としては通じなくなっている。グローバル化された現在社会においては、「伝説」が "legend" の対訳語であることは一般知識として浸透しており、これには文字による文学も多く含まれることが認識として定着しているのである。よって、往時の民俗学者のいうような特殊な定義での「伝説」を指す場合、あえて「民間伝説」などと言葉を添えて説明する必要があろう（#日本の民俗学での伝説の定義参照）。
また、伝説的英雄譚と神話との線引きについてが厄介な場合もあるが、これについては#神話との区別の節に後述する。

## 日本の民俗学での伝説の定義
民俗学研究においては、便宜上、柳田國男の提唱により伝承文芸(口承文学)の収集例のうち昔話でないものを「伝説」とする定義がされた。
この分野の黎明期には、昔話系も伝説系も、同様に、「民話」(本来は "folk tale" の訳語)ないし「民譚」として扱われていたが、各地の口承文学の採集作業が進むにつれ、その区別や定義が鮮明になってきた。柳田らは、「民話」という外来訳語を排して、純国産の「昔話」という用語のみを使うことを期したのである。
また、これを受けて、日本国内の人文学界では、大戦後の一時期に、「民話」すなわちイコール「民間説話」であり、広く民間伝承の文学一般をさすことばという新解釈をし、そのなかに「伝説」も包容されるもの、とかなり強引な枠はめをこころみた。

### 民俗学解釈
以下、日本で収集された昔話以外の口承文学（伝承文芸）という意味での「伝説」、つまり「民間伝説」を対象とする。
伝承文芸は無文字時代から存在し、一般に、昔話・民間伝説・世間話などの民話、新語作成、新文句（新句法）、諺、謎、唱え言、童言葉、民謡、語り物などに分類される。
このうち、昔話には、発端句（「むかし」を含むものが多い）と結句（「どっとはらい」など）に代表される決まり文句がある。また、固有名詞を示さず、描写も最小限度にとどめ、話の信憑性に関する責任を回避した形で語られる。時代や場所をはっきり示さず、登場人物の名前も「爺」「婆」や、出生・身体の特徴をもとにした普通名詞的である。「桃太郎」は、「桃から生まれた長男」の意味しか持たない。
民間伝説は、同じ昔の話であっても、一定の土地の地名や年代など、その所在や時代背景が具体的に示され、登場人物も歴史上の有名な人物やその土地の何と言う人物など、好んで詳細に示そうとし、定義において昔話との大きな相違点とされる。これらの事から、伝説には伝記風の態度と要素があるが、昔話はフィクション（創作）として語られている。しかし一部の土地では「炭焼き長者」や「子育て幽霊」などといった昔話が伝説化し、定着している例も挙げられる。
世間話は体験談や実話として語られる民話である。
昔話、民間伝説、世間話の違いを表にすると以下のとおりとなる。
| 種類     | 語られる人物・時・場所 | 語られ方                                       | 語り・話のかたち |
| -------- | ---------------------- | ---------------------------------------------- | ---------------- |
| 昔話     | 不特定                 | 事実かどうかわからない（おそらく事実ではない） | あり             |
| 民間伝説 | 特定                   | 少しは事実かもしれない（少しは信じてほしい）   | なし             |
| 世間話   | 特定                   | 事実である（信じてほしい）                     | なし             |

## 神話との区別
神話はその国の由来などを説き、より広い世界を語る点で、実在の人物の行状について語る伝説とは区別されるが、場合によってはその区別が困難になる。登場人物が全くの架空であるのか、ある程度の裏付けのあるものかの区別がつかない場合があるからである。
日本神話については、『日本書紀』で神代に属する巻の物語（国産みや天岩戸）は明確に神話とできようが、歴代天皇紀の始めのころの巻のもの（ヤマトタケル伝説など）は神話と伝説の区別は難しい。
フィンランドの民族叙事詩である『カレワラ』では、主人公格のワイナミョイネンらについて、神であるのか古代の英雄であるのかという議論がある。

## 主な伝説

### インカの主な伝説
- チンカナ伝説

### ヨーロッパの主な伝説
- アーサー王
- アトランティス
- セイレーン（サイレン）伝説
- 人魚伝説
- セントエルモ伝説（セントエルモの火）
- 海竜伝説
- 黄金の国伝説
- ムー大陸などの伝説上の大陸
- ノアの方舟伝説
- 薔薇十字団
- プレスター・ジョンの王国
- 聖杯伝説
- 女教皇ヨハンナ
- 聖コルンバヌスの航海
- 魔の三角地帯伝説
- ハーメルンの笛吹き男

### 日本の主な伝説
主に『古事記』や『日本書紀』に繋がる伝説が多く、似たような伝説が複数の地域に伝わっている。また、ヤマトタケル等、同一人物を複数の地域で形を変えて伝わっている物も多い。

#### 英雄伝説
- ヤマトタケル伝説
- 神功皇后伝説
- アテルイ伝説
- 坂上田村麻呂伝説
- 義経北行伝説
- 菅原道真伝説
- 平将門伝説
- 俵藤太伝説
- 太閤伝説
- 宮本武蔵伝説

#### 聖者伝説
- キリストの墓伝説
- 聖徳太子伝説
- 光明皇后伝説
- 役小角伝説
- 弘法大師伝説
- 和泉式部伝説
- 小野小町伝説
- 中将姫伝説
- 空也伝説
- 文覚伝説
- 親鸞伝説
- 日蓮伝説
- 蓮如伝説

#### 異界伝説
- 浦島太郎伝説
- 龍宮伝説
- 人魚伝説
- 座敷童子伝説
- 虚舟（UFO）伝説
- 河童（UMA）伝説
- 天狗伝説
- 桃太郎伝説
- 雪女伝説
- 天の羽衣・天女伝説

#### 由来伝説
- 日ユ同祖論
- 兄妹始祖伝説
- 人柱伝説
- 朝日長者伝説
- おしら様伝説
- 平家谷伝説
- 乳銀杏伝説
- 要石伝説
- 矢立杉伝説
- 夜泣き石伝説
- 十三塚伝説
- 筑波山伝説
- 富士山伝説
- 日光・赤城山伝説
- 阿古屋の松伝説
- ダイダラボッチ伝説
- 三湖伝説
- 磐次磐三郎伝説
- 温泉発見伝説（開湯伝説）
- 鳥の海の干拓伝説